# Five (Hollywood Undead)
Five è il quinto album in studio del gruppo musicale rap rock statunitense Hollywood Undead, pubblicato nell'ottobre 2017.

## Tracce
Testi e musiche di Hollywood Undead.
1. California Dreaming – 3:54
2. Whatever It Takes – 3:07
3. Bad Moon – 3:52
4. Ghost Beach – 3:54
5. Broken Record – 3:39
6. Nobody's Watching – 3:58
7. Renegade – 3:58
8. Black Cadillac (feat. B-Real) – 3:47
9. Pray (Put Em In the Dirt) – 4:24
10. Cashed Out – 3:29
11. Riot – 3:47
12. We Own the Night – 4:02
13. Bang Bang – 3:40
14. Your Life – 3:25

## Formazione
- Funny Man - voce
- Charlie Scene - voce, chitarra
- Danny - voce, chitarra, tastiere
- J-Dog - voce, chitarra, tastiere, synth
- Johnny 3 Tears - voce, basso